# Aurora consurgens
Para el álbum de la banda Angra, ver Aurora Consurgens (álbum).
Aurora consurgens es un manuscrito ilustrado del siglo XV sito en Zurich Zentralbibliothek (MS. Rhenoviensis 172).

## Contenido
Contiene un tratado alquímico medieval, atribuido en el pasado a Tomás de Aquino, y actualmente a un escritor denominado "Pseudo-Aquino". Excepcionalmente para un trabajo de este tipo, el manuscrito contiene treinta y ocho finas miniaturas realizadas en acuarela.
Versiones de manuscritos ilustrados del Aurora consurgens se pueden encontrar en:
- Glasgow University Library MS. Ferguson 6;
- Leiden, MS. Vossiani Chemici F. 29;
- Paris, Bibliotheque Nationale, MS. Parisinus Latinus 14006;
- Prague, Universitni Knihovna, MS. VI. Fd. 26;
- Prague, Chapitre Métropolitain, MS. 1663. O. LXXIX;
- Berlín, Staatsbibliothek Preussischer Kulturbesitz, MS. Germ. qu. 848.

## Ediciones
- Marie-Louise von Franz (2021-2030).  Steven Buser y Leonard Cruz, ed. Collected Works of Marie-Louise von Franz (en inglés). Veintiocho volúmenes en rústica y cartoné, traducción Roy Freeman y Anthony Woolfson. Stiftung für Jung'sche Psychologie & Chiron Publications.[1]
  - Volumen 7: Aurora Consurgens. 2022. ISBN 978-1-63051-963-6.
- Aquino, Tomás de (1957). Aurora Consurgens. Ein dem Thomas von Aquin zugeschriebenes Dokument der alchemistischen Gegensatzproblematik. Editado y comentado por Marie-Louise von Franz como tercera parte de C. G. Jung, Mysterium coniunctionis, Obra completa volumen I4. Rascher, Zürich.

## Edición en castellano
- Aquino, Tomás de (1997). Aurora Consurgens. Traducción N. G. Amat. Barcelona: Ediciones Indigo. ISBN 978-84-89768-03-1.